# Ted Kennedy

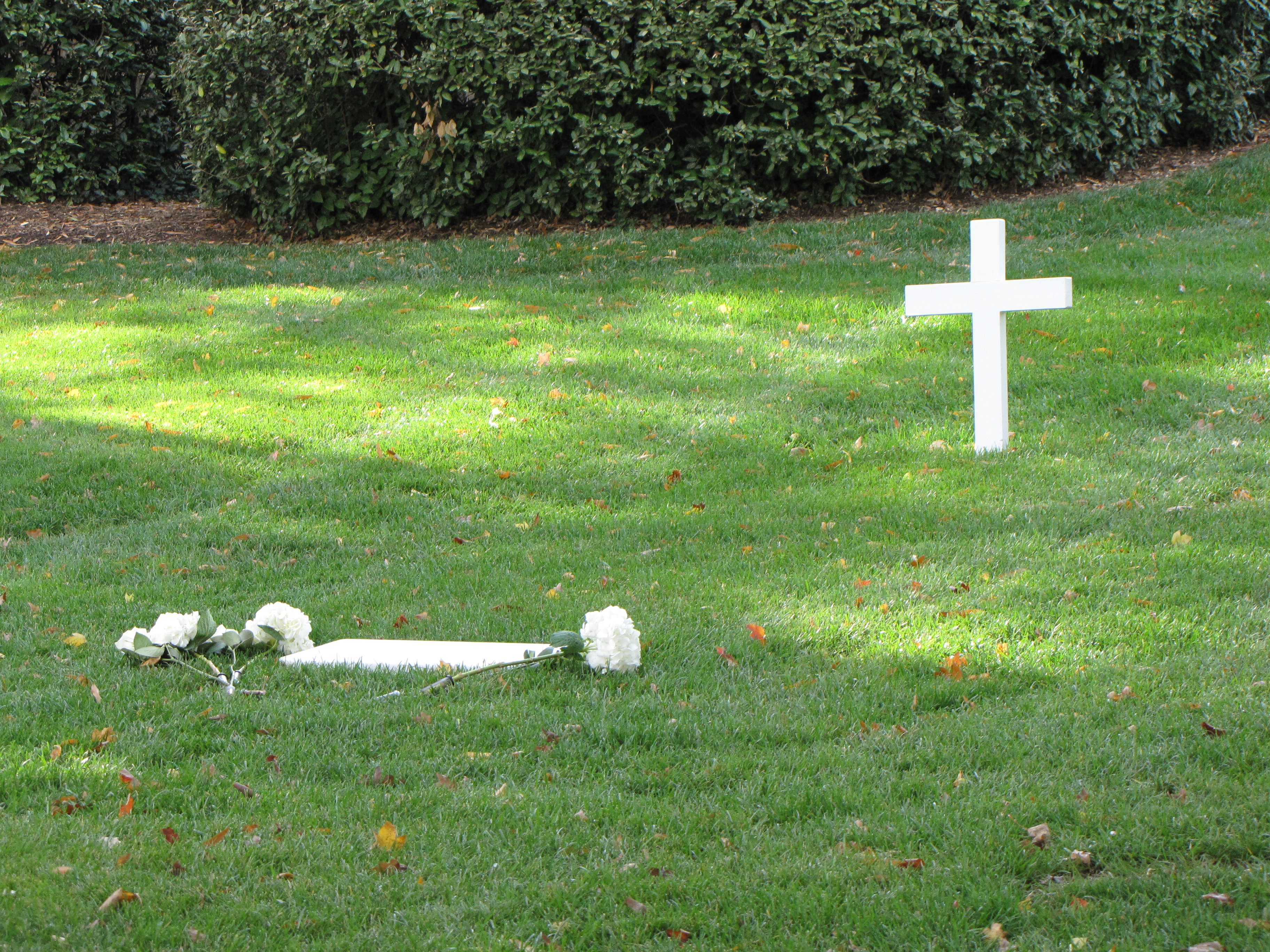
Grób Edwarda Kennedy’ego

Ted Kennedy, właśc. Edward Moore Kennedy (ur. 22 lutego 1932 w Bostonie, zm. 25 sierpnia 2009 w Hyannis Port w Massachusetts) – amerykański polityk, senator ze stanu Massachusetts. Brat Johna i Roberta.
Członek Partii Demokratycznej o poglądach liberalnych (uznawany za nieformalnego lidera lewego skrzydła partii), jeden z głównych amerykańskich krytyków wojny w Iraku.

## Życiorys
Należał do klanu Kennedych. Był ostatnim żyjącym synem patriarchy klanu, Josepha Patricka Kennedy’ego Sr. Jego brat, John F. Kennedy, był 35. prezydentem Stanów Zjednoczonych (1961–1963; 22 listopada 1963 zginął od kuli zamachowca w Dallas). Kolejny brat, Robert F. Kennedy, faworyt na kandydata Partii Demokratycznej w wyborach prezydenckich w 1968, zginął zastrzelony przez zamachowca 6 czerwca 1968. Ted Kennedy także ubiegał się o nominację Partii Demokratycznej w 1972, w końcu wycofując się na skutek skandalu (ang. the Chappaquiddick incident) związanego z wypadkiem samochodowym na wyspie Chappaquiddick opodal wyspy Martha’s Vineyard, w którym trzy lata wcześniej (w 1969) zginęła Mary Jo Kopechne, była sekretarka jego braci Johna F. Kennedy’ego i Roberta F. Kennedy’ego. Kolejną próbę wystartowania w wyborach prezydenckich podjął w 1980, jednak nieznacznie przegrał w prawyborach z ówczesnym demokratycznym prezydentem Jimmym Carterem, który ubiegał się o drugą kadencję. W wyborach zwyciężył jednak kandydat Partii Republikańskiej Ronald Reagan.
Został wybrany do Senatu po raz pierwszy w wyborach w stanie Massachusetts w 1962 i zasiadał tam nieprzerwanie od tego czasu dzięki zwycięstwom w ośmiu kolejnych wyborach.
Przez wiele lat był jednym z najbardziej wpływowych senatorów i liderów Partii Demokratycznej, przewodniczącym senackiej Komisji ds. Pracy, Zdrowia i Usług Społecznych w latach 1987–1995, 2001, 2001–2003. W czasie swej kariery był także szefem Komisji Sprawiedliwości oraz zastępcą lidera większości. Bez większego trudu wygrał kolejną kadencję senatorską w wyborach 2006, uzyskując 69% głosów.
W maju 2008 z objawami udaru mózgu trafił do szpitala, gdzie zdiagnozowano u niego glejaka, nowotwór ośrodkowego układu nerwowego. W chwili śmierci był drugim najstarszym stażem członkiem Senatu (zaraz po Robercie Byrdzie) oraz trzynastym najdłużej urzędującym członkiem Kongresu w historii.

### Życie prywatne
Jego żoną była Virginia Joan Bennett. Dzieci Edwarda M. Kennedy’ego to:
1. Kara Anne Kennedy (1960 – 16 września 2011)
2. Edward Moore Kennedy Jr.
3. Patrick Joseph Kennedy